# Farmers Classic 2010
Il Farmers Classic 2010 (conosciuto anche come LA Tennis Open o  Pacific Southwest Championships) è stato un torneo maschile professionistico di tennis giocato sul cemento. È stata l'84ª edizione del Los Angeles Open, conosciuto in precedenza come Pacific Southwest Championships, che quell'anno ha preso il nome Farmers Classic e faceva parte della categoria ATP World Tour 250 series nell'ambito dell'ATP World Tour 2010.
Si è svolto al Los Angeles Tennis Center dell'UCLA a Los Angeles, negli Stati Uniti, dal 26 luglio al 1º agosto 2010. 
Il Farmers Classic 2010 è stato il 2° evento delle US Open Series 2010.

## Partecipanti

### Teste di serie
| Giocatore        | Nazionalità | Ranking* | Testa di serie |
| ---------------- | ----------- | -------- | -------------- |
| Andy Murray      | Regno Unito | 4        | 1              |
| Sam Querrey      | Stati Uniti | 20       | 2              |
| Marcos Baghdatis | Cipro       | 25       | 3              |
| Feliciano López  | Spagna      | 26       | 4              |
| Ernests Gulbis   | Lettonia    | 28       | 5              |
| Janko Tipsarević | Serbia      | 45       | 6              |
| Horacio Zeballos | Argentina   | 47       | 7              |
| Mardy Fish       | Stati Uniti | 49       | 8              |

- Rankng al 19 luglio 2009.

### Altri partecipanti
Giocatori che hanno ricevuto una Wild card:
- James Blake
- Andy Murray
- Ryan Sweeting

Giocatori con uno special exempt:
- Kevin Anderson

Giocatori passati dalle qualificazioni:

- Ilija Bozoljac
- Somdev Devvarman
- Steve Johnson
- Giovanni Lapentti (as a Lucky Loser)
- Tim Smyczek

## Campioni

### Singolare
Sam Querrey ha battuto in finale  Andy Murray con il punteggio di 5–7, 7–6(2), 6–3
- È il 4º titolo dell'anno per Querrey il 6° della sua carriera. È la sua 2ª vittoria consecutiva a Los Angeles.

### Doppio
Bob Bryan /  Mike Bryan hanno battuto in finale  Eric Butorac /  Jean-Julien Rojer con il punteggio di 6(6)–7, 6–2, [10–7]